# St. Johannes Baptist (Bakum)

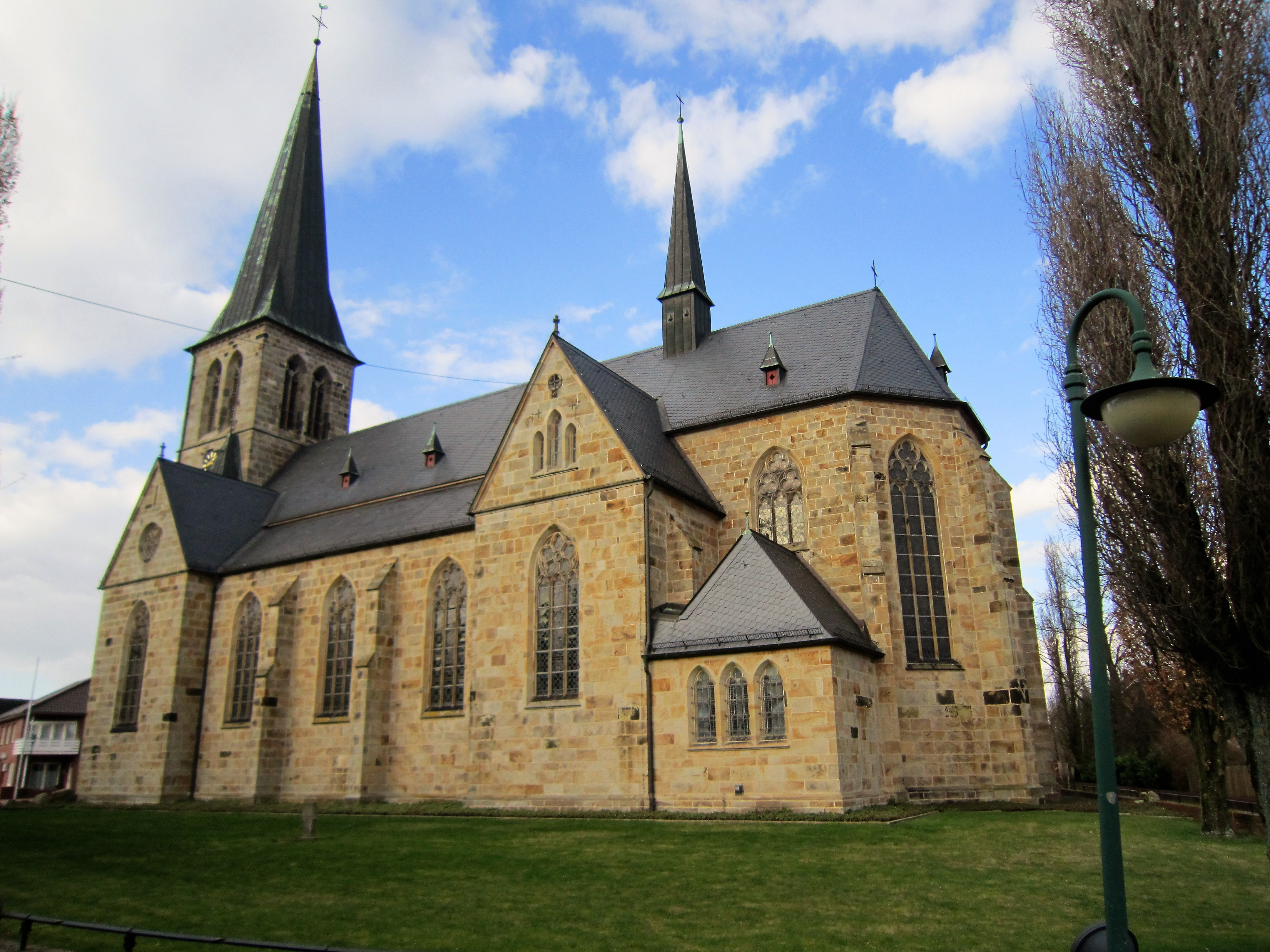
Außenansicht

St. Johannes Baptist in Bakum ist die Pfarrkirche der katholischen Kirchengemeinde St. Johannes Baptist Bakum, die dem Dekanat Vechta des Bistums Münster angehört.

## Geschichte und Beschreibung
Die erste Kirche in Bakum wurde bereits Ende des 8. Jahrhunderts/Anfang des 9. Jahrhunderts unter Abt Gerbert Castus von der Missionszelle Visbek aus gegründet und ist eine Urkirche des nordwestlichen sächsischen Lerigaus. Diese Kirche wurde zusammen mit dem Kloster (cellula) Visbek durch Ludwig den Deutschen 855 der Benediktinerabtei Corvey an der Weser geschenkt. Bis ins 20. Jahrhundert hinein existierte ein Kirchengebäude, dessen romanisches Schiff vom Ende des 13. Jahrhunderts und dessen gotischer Chor vom Ende des 14. Jahrhunderts stammte. Der Kirchturm wurde 1777 bei einem Dorfbrand zerstört und 1848 durch einen Neubau ersetzt.
Im Jahre 1907 wurde von Wilhelm Sunder-Plassmann eine neue Kirche im neugotischen Stil erbaut. Es handelt sich um eine dreischiffige Hallenkirche aus Sandstein mit vierjochigem Langhaus, zwei Querschiffen, polygonalem Chor mit Seitenkapellen und Westturm.

## Ausstattung

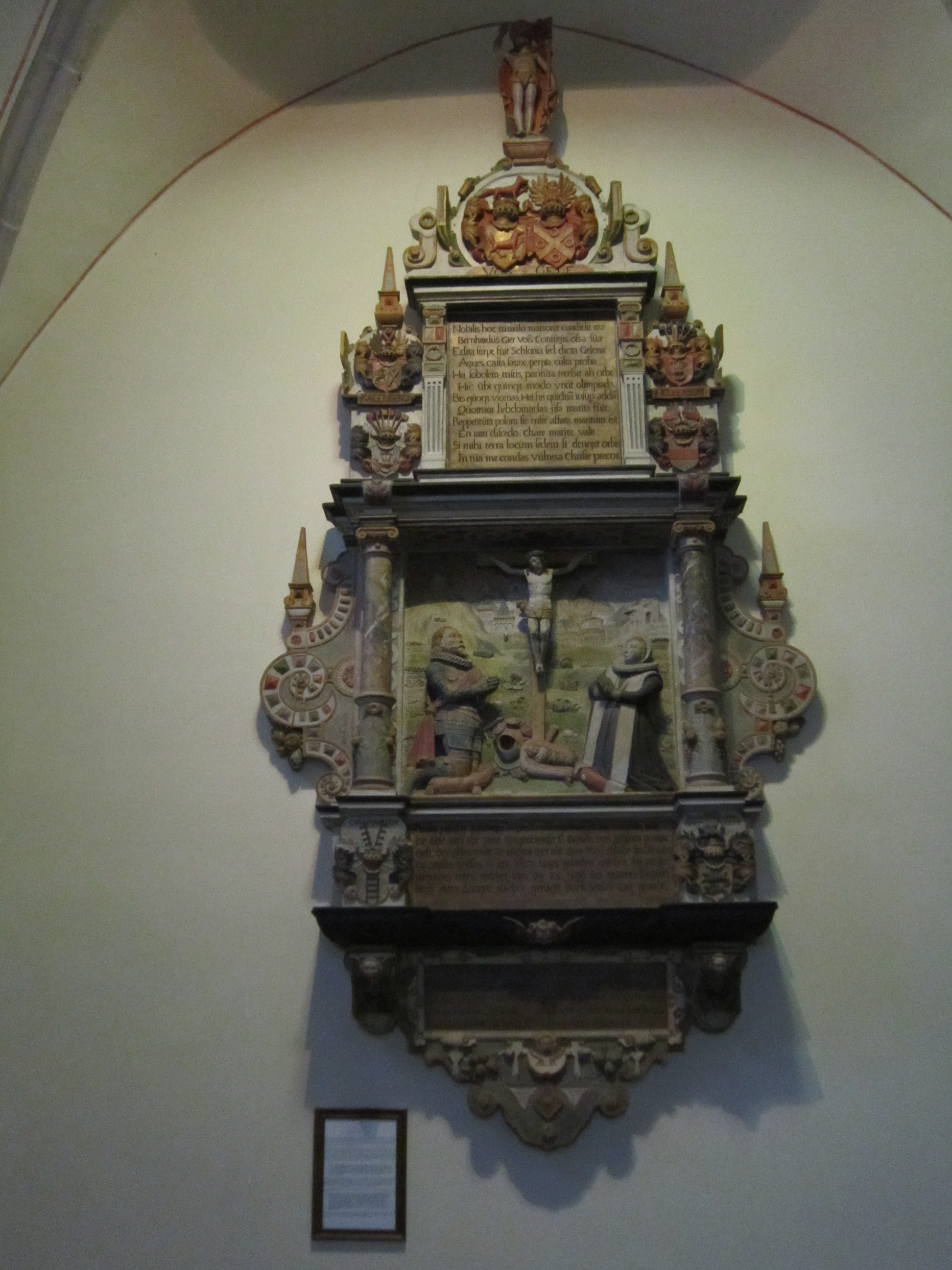
Epitaph der Agnesa von Schloen

Aus dem Vorgängerbau übernommen wurden der frühgotische Sandstein-Taufstein vom Ende des 13. Jahrhunderts mit Apostelfiguren, das Renaissance-Epitaph der Agnesa von Schloen († 1608) sowie ein Kreuzigungsgemälde aus der zweiten Hälfte des 18. Jahrhunderts. Aus der Bauzeit der neuen Kirche stammen die Glasmalerei von Wilhelm Derix, der von Bernhard Diedrichs und Franz Knoche (Wiedenbrücker Schule) gefertigte Hochaltar sowie zwei Seitenaltäre.

## Orgel
Die Orgel geht zurück auf ein Instrument, das 1891 von dem Orgelbauer Gorgonius Kröger (Vechta) mit 13 Registern auf zwei Manualen und Pedal erbaut worden war. Nach dem Neubau der Kirche baute der Orgelbauer Friedrich Fleiter (Münster) im Jahre 1909 eine neue Orgel unter Wiederverwendung des vorhandenen Pfeifenmaterials in einem neuen, neugotischen Gehäuse. Im Jahr 1988 wurde die Orgel von Orgelbau Fleiter (Münster) renoviert und in Teilen verändert; der Spieltisch wurde erneuert, das Windladensystem auf Schleifladen umgestellt. Das Instrument hat heute 22 Register auf zwei Manualwerken und Pedal. Die Spieltrakturen sind mechanisch, die Registertrakturen sind elektrisch.
| I Hauptwerk C–f3 |       |
| Bordun           | 16′   |
| Prinzipal        | 8′    |
| Hohlflöte        | 8′    |
| Gamba            | 8′    |
| Dolce            | 8′    |
| Oktave           | 4′    |
| Rohrflöte        | 4′    |
| Quinte           | 2 ⁄3′ |
| Oktave           | 2′    |
| Mixur III        | 1 ⁄3′ |
| Trompete         | 8′    |

| II Brustwerk C–f3 |       |
| Geigenprinzipal   | 8′    |
| Flauto mayor      | 8′    |
| Flauto dolce      | 4′    |
| Blockflöte        | 2′    |
| Sesquialter       | 2 ⁄3′ |
| Quinte            | 1 ⁄3′ |
| Tremulant         |       |

| Pedal C–f1  |     |
| Subbass     | 16′ |
| Violonbass  | 16′ |
| Violoncello | 8′  |
| Choralbass  | 4′  |
| Posaune     | 16′ |

- Koppeln: II/I, I/P, II/P

## Glocken
Die Bakumer Pfarrkirche St. Johannes Baptist erhielt zweimal Bronzeglocken der Glockengießerei Otto aus Hemelingen/Bremen. Die ersten Otto-Glocken wurden nach dem Ersten Weltkrieg im Jahr 1920 geliefert. Otto goss und lieferte vier Glocken, von denen nur die kleinste Glocke, eine c″-Glocke die Glockenzerstörung des Zweiten Weltkrieges überstand. 1947/48 goss Otto drei neue Glocken, sodass die Kirche heute über ein vierstimmiges Bronzeglockengeläut von Otto verfügt. Die Schlagtonreihe lautet: g′ – a′ – b′ – c″. Die Glocken haben folgende Durchmesser: 1100 mm, 1010 mm, 910 mm, 800 mm. Sie wiegen 810 kg, 630 kg, 460 kg, 300 kg.